# Tommaso Guarducci
Tommaso Guarducci (Montefiascone, 1728 – Montefiascone, 10 gennaio 1803) è stato un cantante castrato italiano. Fu uno dei più rinomati castrati italiani del XVIII secolo e venne soprattutto apprezzato «per la dolcezza del timbro vocale e per la raffinatezza dello stile». Il tenore irlandese Michael Kelly, che lo conobbe nella fase declinante della sua carriera, lo definì «the first cantabile singer of his time».

## Biografia
Tommaso Guarducci nacque a Montefiascone nel 1728 circa. Si avvicinò al mondo della musica a Bologna, quando fu allievo sopranista sotto Antonio Bernacchi. Nel 1743 debuttò come castrato durante il carnevale di Urbino, interpretando Dorinda, del pasticcio Flora. Riscosse un immediato plauso, tant'è che l'anno dopo venne invitato dalla Congregazione di Santa Cecilia come cantante soprano presso Santa Maria Maggiore, dando vita a una collaborazione probabilmente attiva fino al 1749.

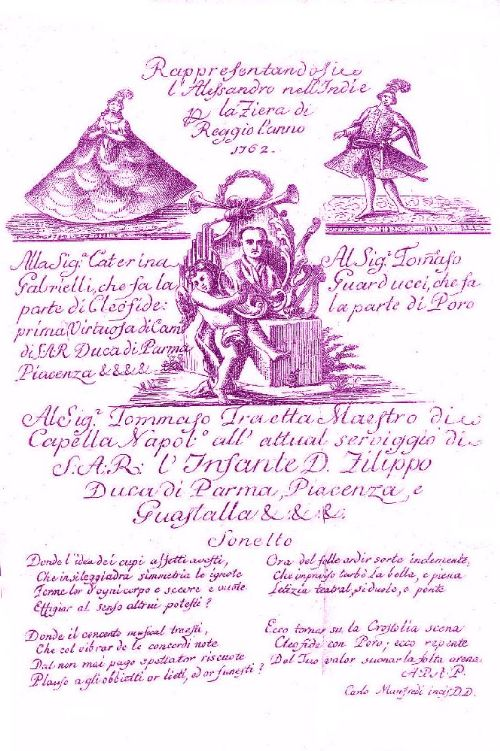
Un sonetto illustrato celebrante Alessandro nelle Indie di Tommaso Traetta raffigurante, in senso orario dall'alto a sinistra, Caterina Gabrielli, Guarducci e Traetta

Nel 1750 venne invitato da Farinelli a Madrid, gravitando nella corte di Ferdinando VI, ma già quattro anni dopo Davide Perez lo chiamò a Lisbona per il ruolo del protagonista nella sua opera Artaserse. Nel 1755 fu uno degli interpreti della prima assoluta de L’innocenza giustificata di Christoph Willibald Gluck (vestendo i panni di Flavio), tenutasi al Burgtheater di Vienna. Dopo questo successo europeo, Guarducci tornò in Italia, esibendosi nel 1757 a Milano (nell'Artaserse di Quirino Gasparini e nell’Ezio di Baldassarre Galuppi, entrambi al Teatro Regio Ducale), a Firenze (nel Nitteti di Johann Adolf Hasse al Teatro della Pergola) e Reggio Emilia nel 1758. Invece non furono ben accolte le sue performance al teatro San Carlo di Napoli, dove si era stabilito come artista dall'estate del 1758 all'inverno del 1762. Quello stesso anno partì per l'Inghilterra, senza però riacquistare consensi, e così fece ritorno nuovamente in madrepatria, cantando a Pisa e a Parma.
Nel 1765 ritornò alla ribalta come protagonista al Teatro Argentina di Roma, interpretando l’Eumene di Antonio Sacchini e il Fornace di Pietro Alessandro Guglielmi. L'anno dopo rifece la sua comparsa in un carnevale, prendendo parte alla rappresentazione musicata del Sesostri re d'Egitto di Palermo.
Le stagioni teatrali del 1767 e 1768 registrarono un trionfo inglese per Guarducci, che si esibì al King’s Theatre in alcune opere, fra cui il Carattaco di Johann Christian Bach, La conquista del Messico di Mattia Vento e l’ Ifigenia in Aulide di Guglielmi. In questo periodo divenne amico del musicologo Charles Burney, il quale raccontò che Guarducci aveva percepito un compenso di 600 sterline per l'esecuzione di soli dodici oratori, una cifra senza precedenti per l'epoca. Inoltre egli lo descrisse affermando: «Goffo di figura e alto, senza vita come attore, avulso di grazia e lento nei movimenti: tuttavia malgrado questi difetti era un uomo di alta probità e molto stimabile, sfoggiando un alto grado di precisione mai sentito prima. La voce di Guarducci, assai inferiore a quella di Manzuoli, era chiara, dolce e morbida. Ben presto comprese che un cantante non poteva guadagnarsi il consenso degli inglesi con dei trucchi o con un'esecuzione di carattere strumentale».
Nel 1769 il cantante si stabilì definitivamente nella sua città natale, dove si fece costruire una casa sontuosa con vista sul lago di Bolsena. Fu «al servizio di camera di S.A.R. il Granduca di Toscana» e negli anni settanta prese parte in alcuni lavori drammatiche per il Teatro Argentina di Roma (come Il Cidde di Sacchini, la Didone abbandonata di Niccolò Piccinni e il Siroe di Carlo Franchi) e il Teatro del Falcone di Genova (ad esempio La clemenza di Tito di Pasquale Anfossi), alternandoli a musica sacra. Burney, recatosi a trovarlo il 18 settembre, 1770, raccontò: «A Montefiascone mi recai a trovare il signor Guarducci nella sua nuova casa assai signorile che gli italiani chiamano palazzo, e che è arredata all’inglese con molto gusto. Il cantante sapeva del mio viaggio e degli scopi che perseguivo [...] Acconsentì gentilmente ad eseguire per me un pezzo composto dal Sacchini, che cantò divinamente. Mi pare che la sua voce sia più potente di quanto lo fosse quando aveva cantato in Inghilterra, mentre il suo gusto e la sua espressione si sono estremamente raffinati. Come esecutore è assai sobrio ed aggiunge poche note alle melodie; quelle poche, però, sono scelte così bene da produrre grandi effetti ed appagano pienamente l’orecchio. Possiede una residenza invernale a Firenze, ed ha fatto costruire questa a Montefiascone, suo luogo di nascita, per ritirarvisi durante l’estate ed ospitarvi la madre, i fratelli e le sorelle; la casa è costruita in una posizione incantevole: da un lato gode di una bellissima vista sulla campagna fino ad Acquapendente e su gran parte del lago di Bolsena, dall’altro guarda sulle colline di Viterbo e la campagna circostante. [...] Dice di avere del tutto abbandonato il teatro e si propone di non cantare più in pubblico. Sarà una perdita per l’Italia poiché è considerato il migliore cantante del momento; a Roma si parla ancora con entusiasmo della sua esecuzione della Didone Abbandonata di Piccinni [...]». 
Il 1777 fu l'anno dell'Adriano in Siria di Josef Mysliveček e di una replica de Il Cidde, ultimi ruoli tutti interpretati al Teatro Morlacchi di Perugia.
Si riteneva fosse morto intorno al 1780, ma in realtà il suo decesso è registrato al 10 gennaio 1803 nella lapide della cattedrale di Santa Margherita a Montefiascone, dove fu sepolto.

## Ruoli creati (parziale)
- Il ruolo del titolo in Artaserse di Davide Perez (1753, Lisbona)
- Flavio in L'innocenza giustificata di Christoph Willibald Gluck (8 dicembre 1754, Vienna)
- Gandarte in Alessandro nell'Indie di Johann Christian Bach (20 gennaio 1762, Napoli)
- Il ruolo del titolo ne Il Cidde di Antonio Sacchini (2 gennaio 1769, Roma)
- Sammete in La Nitteti di Josef Mysliveček (29 aprile, Bologna)
- Enea in Didone abbandonata di Niccolò Piccinni (8 gennaio 1770, Roma)
- Il ruolo del titolo in Siroe di Carlo Franchi (13 febbraio 1770, Roma)
- Farnaspe in Adriano in Siria di Josef Mysliveček (8 settembre 1776, Firenze)